# Кацмазів
Кацма́зів — село в Україні, у Станіславчицькій сільській громаді Жмеринського району Вінницької області. Станом на 2001 рік (за переписом населення) в селі проживає 1097 осіб. Сільських дворів — 559.

## Природні умови
Село Кацмазів розташоване біля траси, яка сполучає Вінницю з Могилів-Подільським.
Кацмазів розміщений на Мурафських Товтрах, це зумовлює горбистий рельєф. Основою товтр є вапняки, тому тут є відкриті вапнякові кар'єри, карстові печери (багато з яких ще недосліджені). На території села також є мінеральні води (Тепличчина), які за своїми мінеральними та біохімічними властивостями дуже наближені до мінводи «Барчанка». Повз село протікає річка Мурашка.
На околиці села знаходиться гідрологічна пам'ятка природи місцевого значення Кацмазівські джерела.

## Населення

### Мова
Розподіл населення за рідною мовою за даними перепису 2001 року:
| Мова       | Кількість | Відсоток |
| ---------- | --------- | -------- |
| українська | 982       | 98.89%   |
| російська  | 8         | 0.81%    |
| румунська  | 3         | 0.30%    |
| Усього     | 993       | 100%     |

## Історія
У 1997 році відзначено 500-річчя села, хоч 1497 року — далеко не точна дата його започаткування. Точніша — 1378 рік.
За литовською грамотою 1375—1388 років село Кочмарів (Кацмазів) і Лука-Кочмаровська (Кацмазівська — Мовчанська в наш час) належали до розряду нешляхетних сіл; цим і підтверджується їх існування у ці роки. Грамота великого князя литовського Олександра Казимировича підтверджує існування села до 1497 року. Литовський князь Вітовт подарував Кочмаровську волость католицькій кафедрі м. Кам'янець-Подільський у 1498 році (сумнівна дата) з існуючими поселеннями. При визначенні кордонів у 1546 році Кацмазів називають селищем.
Кочмаровська волость (Кацмазівська) знаходилась між двома сусідніми старостатствами — Барським і Шаргородським — і належала Кам'янець-Подільському єписпопу та церковній кафедрі. За згодою польського короля володар Шаргородщини Ян Замойський виміняв її[коли?] на щойно куплене у Яна Пражського село Прага (передмістя Варшави). Волость була запущена, малозаселена і приносила мізерні прибутки. У той час податки збирали з тяглових селян, що мали свою землю. Володіння Замойського в Шаргородщині були невеликі, йому належали села: Пасинки, Коришків, Перепільченці, Лука-Карачаївська, Княжа Лука, Мовчани. Отримавши Кочмаровську волость, Замойський узаконив її як «Кочмаровські дубрави». Це було ширше поняття, його межу встановити важче, чим волості. Він розширював свої «Дубрави», заселяючи їх вільними і розбійниками-утікачами, іншими сумнівними людьми. Особливо інтенсивно йшло заселення з 1585 року.
До 1570 року, після спустошення кримськими татарами[коли?], село зникає і значиться тільки Кацмазівський ліс. Подібне могло бути з поселенням Лука-Мовчанська. У переписі сіл Шаргородської волості 1599 року є село Кацмазів. У легенді сказано про напад кримських татар: «Село спалили, людей перебили, молодь і дітей вивезли на невільницькі ринки м. Кафи і Стамбула, село знелюднилося, врятувалася лише сім'я Дідовиків. Вони покинули урочище „Старий Кацмазів“ і перебрались у чисті дубрави поближче до джерела, що витікало з яру Чиста криниця». Тут залишилось воно і до нашого часу. На старому місці, де було село, знаходять рештки різних домашніх предметів. Краєзнавці здебільшого опираються на письмові джерела, документи при визначенні часу заснування села. Насправді поселення вже давно існувало до таких письмових повідомлень про нього. Твердження про суцільні ліси і необжиті території краю далеке від істини. На території полів і садів с. Олександрівки Жмеринського району знаходять археологічні рештки Трипільської культури людей, які тут жили ще до нашої ери. Край лежить у лісостепу, умови його сприятливі для розселення: тут чергуються галявини, проліски, яри, здолинки, луки і вибалки, по яких протікають річки і струмки, б'ють джерела. Та чи робили б татари свої грабіжницькі походи, якби тут не було поселень? Однак відсутність згуртованості між собою сприяла шукачам легкої наживи, розоренню і запустінню існуючих поселень, край переходив із рук у руки.
Першу церкву в с. Кацмазові вибудували в зруб з дубового матеріалу у декілька ярусів; вона згоріла у 1770 році. Нова була теж дерев'яна, її відкрили на Покрову на честь Пресвятої Богородиці у 1774 році, освятили в 1778 році. Мала чотирьох'ярусний іконостас з прославленою іконою Божої матері, мальованою на оксамиті з прикрасами срібних зірок. Про церкви писав вчитель історії Кацмазівської школи Василь Іванович Кушнір. Він приводить дані про розподіл землі після реформи 1861 року по с. Кацмазів: за паном залишилось близько 1000 десятин найбільш родючої землі, селяни викупили 300 десятин.

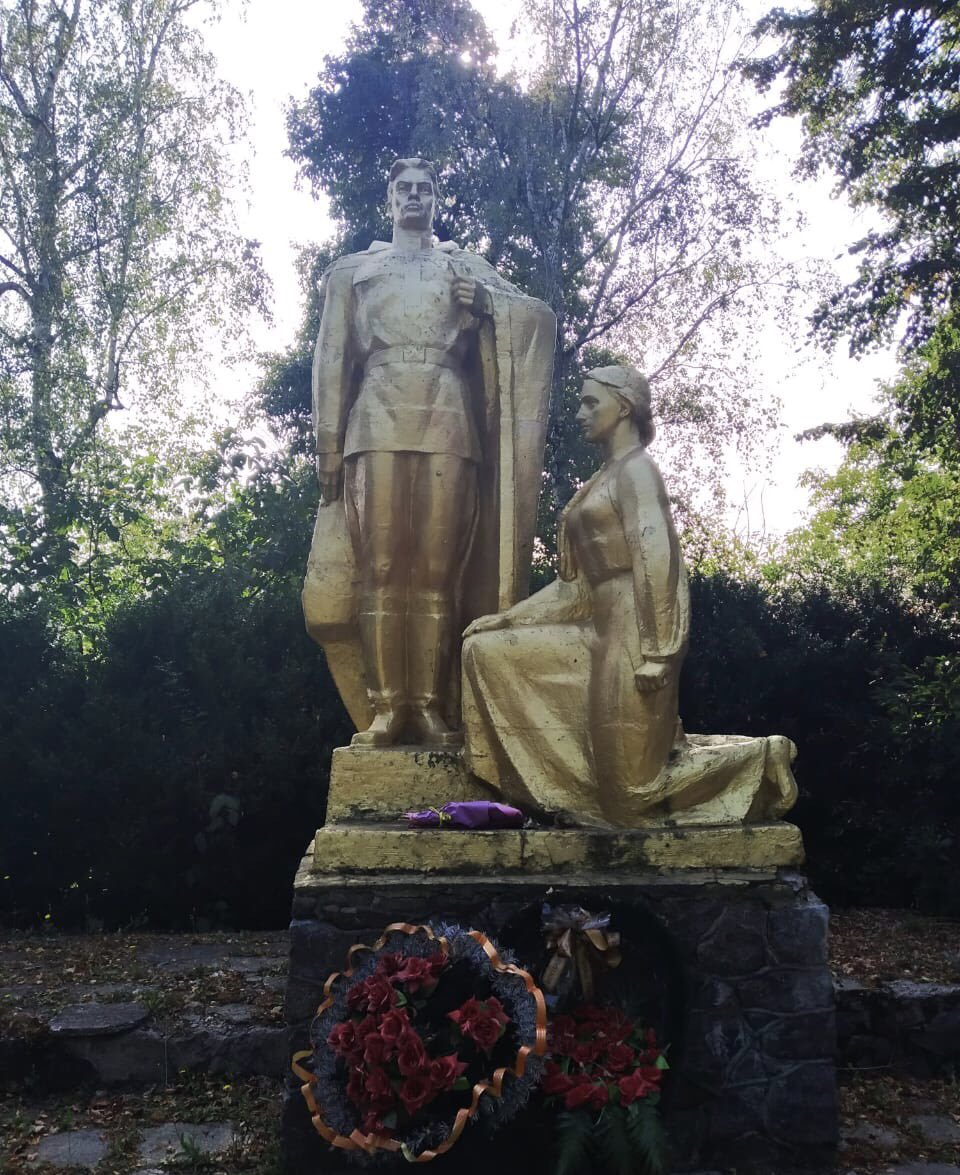
Пам'ятник 92 воїнам-односельчанам.

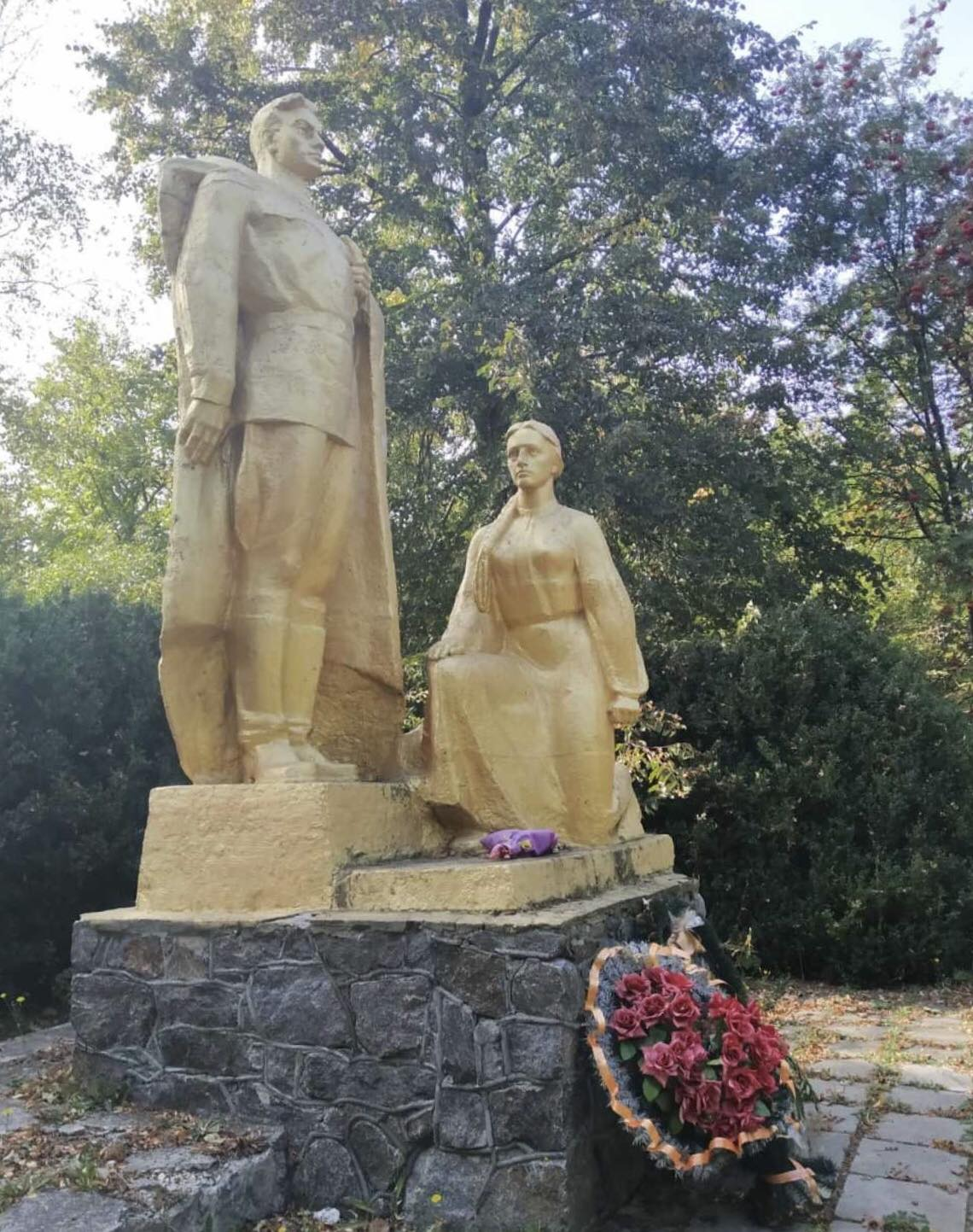
Кацмазів, пам'ятник 92 воїнам-односельчанам.

На 1913 рік селянських господарств зараховувалось 390, з них 50 були безземельні, 150 малоземельні (вони мали 0,5—1,5 десятин землі на селянський двір), 10—12 господарств володіли 8—12 десятин, 160 дворів мали 3—5 десятин (середняки). Безземельних називали «бобелі», цю частину села називають «Бобелівка». За відробіток на панській гуральні їм давали в оренду від 20 до ЗО соток. В економії пана працювало до 40 робітників. 90 чоловік наймитувало, називались вони стрекарі. У 1917–1918 роках панський маєток, фільварок і ґуральня були розграбовані і зруйновані. Комітет незаможних селян розділив панську і церковні землі по 0,75 га на селянський двір. При вступі в колективне господарство земля була усуспільнена, як і тягло та реманент. У 1932—1933 роках померло з голоду більше 200 людей.
Під час німецько-радянської війни взяли участь у бойових діях 670 воїнів. Генерал-лейтенант Тимофій Порфирович Абрамов удостоєний звання Героя Радянського Союзу. 125 воїнів загинули на фронтах. Окупація села тривала з 3 липня 1941 року до 18 березня 1944 року. Діяло гетто, куди нацистами насильно зганялися євреї для компактного мешкання та подальших репресій. 
Колективне господарство румунський окупаційний режим зберіг. Для підтримання в покорі окупованих у селі діяла румунська плутанерія (жандармерія), а з місцевих прибічників нового окупаційного режиму був створений поліційний загін. Він суворо стежив за дотриманням окупаційного порядку, підтримував старосту села. Населення села жило в постійному страху — за найменшу непокору людей садили в холодні льоху, не давали їжі, били. У холодну зиму 1942–1943 років у селі збирали теплі кожухи, овечі шкіри, валянки і відправляли на фронт. Були заборонені всякі збори людей. У партизанські загони йшли військовополонені, що переховувались в місцевого населення і лісах. Після йорданських свят великий переполох румунів був пов'язаний із подіями, що відбулись у селі Голубівці Жмеринського району та селах Чубарівці і Воробіївці Тиврівського району Вінницької області, виступами партизан в інших місцях. 19 березня 1944 року с. Кацмазів було звільнено. Відновили свою роботу неповна середня школа, колгосп.
У 1953 році семирічна школа реорганізувалась у середню. Директором школи працював Анатолій Орехтович Шевчук. Пізніше його призначили першим заступником завідувача Вінницького обласного відділу освіти. Свого часу керували Кацмазівською школою Василь Васильович Коцюба, якого обрали головою місцевого колгоспу «Росія». Борис Омелянович Грабік після його переводу в с. Селище тривалий час очолював Тиврівський відділ освіти. 16 років  очолював школу Василь Іванович Кушнір. У 2002 минуло 140 років із дня заснування Кацмазівської початкової школи, яку відкрили в 1862 році.
Дільнична лікарня почала працювати з 1957 року.
Автотраса, що проходить із західної частини села і з'єднує місто Могилів-Подільський з обласним центром, розв'язала цілу низку соціальних питань села, його транспортне сполучення з районним центром і містом Жмеринка. Село лежить на вододілі басейну річок, що мають стік води до річок Дністер і Південний Буг, Вертлява Мурашка обмиває поселення з південної сторони, її каньйон багатий на запаси вапнякового каменю, що залишились від колишнього Сарматського моря. З каменю селяни будують огорожі, господарські приміщення. Багатогалузеве колективне колишнє господарство-колгосп «Росія» з часу його утворення відіграло важливу роль у житті селян. У його власності була зосереджена виробнича база: польова, овочеві бригади, тваринницькі ферми, стави, ліс, пасіки, досить потужний машинно-тракторний парк, переробна база: млин, олійня, пекарня, макаронний і ковбасний цехи. Господарство побудувало типові ремонтні майстерні, автогаражі, критий зернотік з повним набором зерноочисних машин. Асфальтована дорога з'єднала центр села з сусіднім селом Лука-Мовчанська, з автострадою. До становлення і зміцнення колгоспу «Росія» приклав зусиль Микола Петрович Городецький. У роки незалежності України ведуться завершувальні роботи по будівництву сільського Будинку культури. У ньому буде розміщена існуюча неповна середня школа і сільський Будинок культури. Після реставрації православної церкви, впорядкування торгових магазинів, надання привабливого зовнішнього вигляду фасаду школи і новозбудованого Будинку культури набув естетичного вигляду центр села Кацмазів.
За роки існування села його жителі були не тільки свідками, а і прямими учасниками більшості визначних подій, що відбувалися у державі. У складі Радянського військового контингенту брали участь у боях в Афганістані Анатолій Кукурудзяк, Василь Муляр, В'ячеслав Сотник, Олександр Богданюк, Микола Сакалюк. У ліквідації наслідків вибуху на Чорнобильській атомній електростанції брали участь жителі села Василь Оникійович Паславський, Іван Миколайович Каліцинський.
Перші осередки фермерського руху в Жмеринському районі виникли в с. Кацмазові у 1992 році. Господарство «Надія» організувала Надія Музика. Земельний фонд 81 га, має два зернозбиральні комбайни, вантажну автомашину, трактор, вирощують цукрові буряки, гречку, горох, пшеницю. У 2000 році організувались такі сільськогосподарські підприємства: «Вікторія» — 64 гектари землі, очолює його Віктор Володимирович Гончарук; «Бордо» очолює Олександр Васильович Басістий; найбільше приватно-орендне підприємство «Меридіан» — земельний фонд 890 гектарів землі, має зерновий комбайн, 4 вантажних автомашини, 6 тракторів, іншу сільськогосподарську техніку. Вирощує зернові культури, цукрові буряки, однорічні і багаторічні трави. Має 164 голови великої рогатої худоби, 140 свиней. Товариство «Корунд» — земельний фонд 296 гектарів, має 2 зернових комбайни, 2 трактори. Великої рогатої худоби — 104 голови, 44 свині. На жаль, більшість цих підприємств на сьогоднішній день не працюють.
Після розпаювання землі колгоспу «Росія» с. Кацмазова у 2000 році на кожен колгоспний двір припало до 3 га землі. Для сьогоднішньої сім'ї, що має двоє дітей і не має перспективи на виїзд в інше місце для проживання, це означає, що після їх одруження кожен отримає наділ від батьків до одного гектара. Через два наступних покоління вони можуть перейти в становище нових селян «бобелів». Тому потрібні радикальні зміни щодо впорядкування назріваючих селянських проблем.

## Відомі люди
- Абрамов Тихін Порфирійович — радянський військовик, командир танкової бригади, учасник німецько-радянської війни, Герой Радянського Союзу
- Антонюк Валерій Степанович — релігійний та громадський діяч, чинний голова ВСЦ ЄХБ (з 13 червня 2014 року).
- Буйлук Анатолій Андрійович — український військовик, сержант Збройних сил України, учасник російсько-української війни.
- Загнітко Анатолій Панасович — український науковець, доктор філологічних наук, академік Академії наук вищої школи України.
- Загнітко Василь Миколайович — український науковець в галузі досліджень рудних родовищ, професор, академік.
- Пилипчак Василь Григорович — український валторніст, Заслужений артист України, соліст симфонічного оркестру Національної опери України.